# 니코메데스 3세
니코메데스 3세 에우에르게테스(고대 그리스어: Νικομήδης Εὐεργέτης)는 기원전 127년경부터 기원전 94년경까지 재위한 비티니아의 국왕이다. 니코메데스 2세의 아들이자 후계자이다.

## 생애
헤라클레이아의 멤논은 니코메데스 4세가 니코메데스 2세와 그의 아내 니사의 아들이라 기재했으나 그라니우스 리키니아누스에 따르면, 니코메데스 4세는 아들이 태어난 지 9일 만에 사망한 아리스토니카 사이에서 태어난 아들이라고 한다. 이후에 니코메데스 3세는 카파도키아의 아리아라테스 6세와, 폰토스의 미트리다테스 5세의 자매인 카파도키아의 라오디케 사이에서 태어난 딸 니사와 혼인했다. 니코메데스 3세와 니사는 셀레우코스 제국의 셀레우코스 왕조의 혈통을 공유하고 있었다. 그와 니사는 니사라는 이름의 딸이 있던 것으로 보인다. 니코메데스는 또한 키지코스 출신의 하그네라는 첩한테서 소크라테스 케르스투스라는 아들을 두기도 했다. 그는 500 탈렌트와 함께 소크라테스와 하그네를 키지코스로 보냈다. 그의 세 번째 아내는 과거 장모이기도 했던 카파도키아의 라오디케이다.
니코메데스와 폰토스의 미트리다테스 6세는 동맹을 맺었다. 후자는 파플라고니아를 침공했고 필라이메네스의 후손이던 그곳 통치자를 몰아냈다. 두 왕은 파플라고니아를 분할하였다.
미트리다테스 6세는 카파도키아의 아리아라테스 6세 (라오디케의 남편이자 니사의 아버지)를 기원전 116년 고르디우스를 통해 살해했다. 이후에 그는 아리아라테스 6세와 라오디케의 어린 아들들을 제거하기로 결정하였으며, 그는 이 살인 사건으로부터 그가 얻은 카파도키아 지배권이 만일 그들의 자녀들이 자신에게 적대한다면 상실할 수도 있을 것이라 여겼던 것이었다. 하지만, 니코메데스가 주권자가 사망한 뒤에 무방비 상태에 놓였던 카파도키아를 침임했다. 미트리다테스 6세는 자매에 대한 애정을 가정하여 그녀가 니코메데스를 카파도키아에서 몰아낼 수 있도록 도움을 주었다. 하지만 라오디케는 니코메데스와 혼인하기로 합의를 했다. 화가 난 미트리다테스는 니코메데스를 몰아내고 라오디케의 아들 중 한 명인 아리아라테스 7세를 복위시켰다. 이 사건 이후 그는 카파도키아의 아리아라테스 7세를 살해하고 본인의 아들을 고르디우스의 보호 아래에 아리아라테스 9세로 왕위에 앉혔다.
기원전 100년, 카파도키아의 아리아라테스 7세가 살해당한 뒤 카파도키아인들은 미트리다테스 6세를 상대로 반란을 일으켰고 교육을 위해 페르가몬에 있던 카파도키아의 아리아라테스 8세에게 왕위에 오르도록 카파도키아로 돌아오도록 초청했다. 미트리다테스는 카파도키아를 침공하여 그를 몰아냈다. 아리아라테스 8세는 기원전 96년 사망하고 만다. 그의 죽음으로, 그의 왕조는 단절되고 만다. 니코메데스 3세는 그때부터 미트리다테스가 비티니아를 침공할 것을 염려했다. 그는 라오디케가 자신과 사이에서 아들이 있던 것처럼 가장했고 이 젊은이에게 로마 원로원에 비티니아의 왕위 (또는 추정 상으로는 카파도키아 왕위가 더 가능성 있음)에 오를 수 있도록 청원하도록 지시했다. 그는 그 젊은이가 니코메데스의 아들임을 증명하기 위해 라오디케를 로마로 보냈다. 미트리다테스가 이 소식을 듣고, 아리아라테스 9세를 즉위시킨 것을 정당화 하기 위해 고르디우스를 로마로 보냈는데, 그가 로마의 동맹이자 페르가몬의 에우메네스 3세에 맞서 로마를 지원하던 기원전 130년에 사망한 카파도키아의 아리아라테스 5세의 후손이라 주장했다. 원로원은 두 왕의 획책을 간파했다. 미트리다테스에게는 카파도키아를 떠나라 지시했고 "그를 달래기 위해", 또한 니코메데스 3세에게도 파플라고니아를 떠나라 지시했다.
기원전 102년 델포이에서 발행된 칙령의 내용이 남아 있다. 이 내용에서는 델포이가 노예를 구하러 사절단을 보냈을 때 니코메데스 왕과 라오디케 왕비가 제공한 노예 30명의 업무 배정을 다루고 있다. 이 칙령에는 또한 니코메데스와 라오디케를 기리는 방식도 다루고 있다. 그 방식에는 퓌티아 아폴론 신전에서 가장 눈에 띄는 장소에 국왕과 왕비의 조각상을 세우는 것, 두 군주와 그 자손에게 델포이의 신탁 접근 우선권, 사법적 우선권, 세금 면제, 도시의 경기에서의 특등석 제공 등, 시민권은 없지만 공직을 제외한 다른 시민과 동일한 권리를 가진 다른 프로세노이 및 도시의 은인들에게 부여된 여러 특권들을 부여하는 것이 포함되어 있었다. 또한 도시에 대한 자유무역권도 포함되었다.
디오도로스 시켈로스는 니코메데스 3세가 갈리아 트란살피나에서 킴브리족 및 튜턴족으로 일어난 킴브리 전쟁 기간인 기원전 104년에 집정관 가이우스 마리우스로부터 병력 지원을 요청받았다고 했으며, 그는 이 요청을 거절하며, 다음같이 대답했다고 한다 "비티니아인들의 대부분은 세금 징수원들에 의해 노예로 끌려가, 여기저기에 흩어져 있다." 로마 원로원은 이러한 사실에 행동을 취했으며 "어떤 로마 동맹국이든지 거기에 속하는 비자유민들은 노예가 되기 위하여 그곳에 있어야 하고, 법무관들은 이들이 자유로운 상태에 놓여있는지를 살펴야 한다"라고 하는 칙령을 내렸다.

## 참조
1. ↑  니코메데스 3세가 라오디케와의 사이에서 아들이 하나 더 있다고 가장하고, 그 아들이 비티니아 왕위를 요구하게 만든 이유는 분명하지 않다. 니코메데스는 이미 비티니아 왕위의 후계자를 두고 있기 때문이다. 게다가, 비티니아는 독립 국가이었다. 따라서, 로마인들에게 왕위에 대한 청원을 할 필요가 없었다. 이는 카파도키아 왕위에 대한 청원일 가능성이 더 높다.  니코메데스와 라오디케 사이에 아들이 있었다고 주장하는 것은, 카파도키아 왕위에 대한 정당한 상속인이 존재한다는 것이고, 한편으로는 아리아라테스 9세는 왕위주장자가 된다는 것을 뜻했다. 카파도키아가 로마의 동맹이었다는 사실은 로마가 니코메데스의 주장에 유리하게 판결을 내리고 아리아라테스 9세에게 불리하게 판결할 수 있었음을 의미한다. 이는 자신의 아들에 대한 지지를 얻기 위해 미트리다테스가 고르디우스를 로마로 보낸 이유를 설명하기도 한다. 이러한 혼란은 원고의 필사 과정에서 발생한 오류 때문일 수 있다.

## 참고 문헌
1차 자료
- Diodorus Siculus, Library of History, v. 12, books 33-40 (Loeb Classical Library), Loeb, 1989; ISBN 978-0674994652
- Granius Licinianus, Grani Liciniani Quae Supersunt (Classic Reprint), Forgotten Books, 2018; ISBN 978-0428904401
- Festus, Eutropius:  Festus, Eutropii, Sext. Aurelii Victoris, Nec Non Sexti Rufi Historiae Romanae Breviarium: Ad Codices Manuscriptos & Optimas Editiones Recognitum & Correctum, Ulan Press, 2012; ASIN: B009FV0XXY
- Justin, Epitome of the Philippic History of Pompeius Trogus (Classical Resources Series, No 3), Society for Classical Studies Classical Resources, Oxford University Press, U.S.A., 1994; ISBN 978-1555409517

2차 자료
- Gabelko, O. L., The Dynastic History of the Hellenistic Monarchies of Asia Minor According to Chronography of George Synkellos. O. L. Gabelko, pp. 9–10
- McGing, B.C., The foreign policy of Mithridates VI Eupator, King of Pontus, BRILL, 1986

| 이전 니코메데스 2세 | 비티니아의 왕 기원전 127년 – 기원전 94년 | 이후 니코메데스 4세 |